# Parque nacional de las Aves del Djoudj
El Parque Nacional de las Aves del Djoudj (Parc national des oiseaux du Djoudj en francés) está situado a unos sesenta kilómetros al norte de Saint-Louis, en la región de Saint-Louis (Senegal), en la frontera con Mauritania. Es la tercera reserva ornitológica del mundo en importancia.

## Historia
Creado en 1971 y ampliado en 1975, el parque fue clasificado en 1980 como zona húmeda de importancia internacional por el Convenio de Ramsar, e inscrito en el Patrimonio de la Humanidad por la Unesco en 1981.

## Geografía
El Djoudj ocupa 16.000 hectáreas en el delta del río Senegal.
Coordenadas geográficas: 16°30′N 16°10′O / 16.500, -16.167

## Biodiversidad

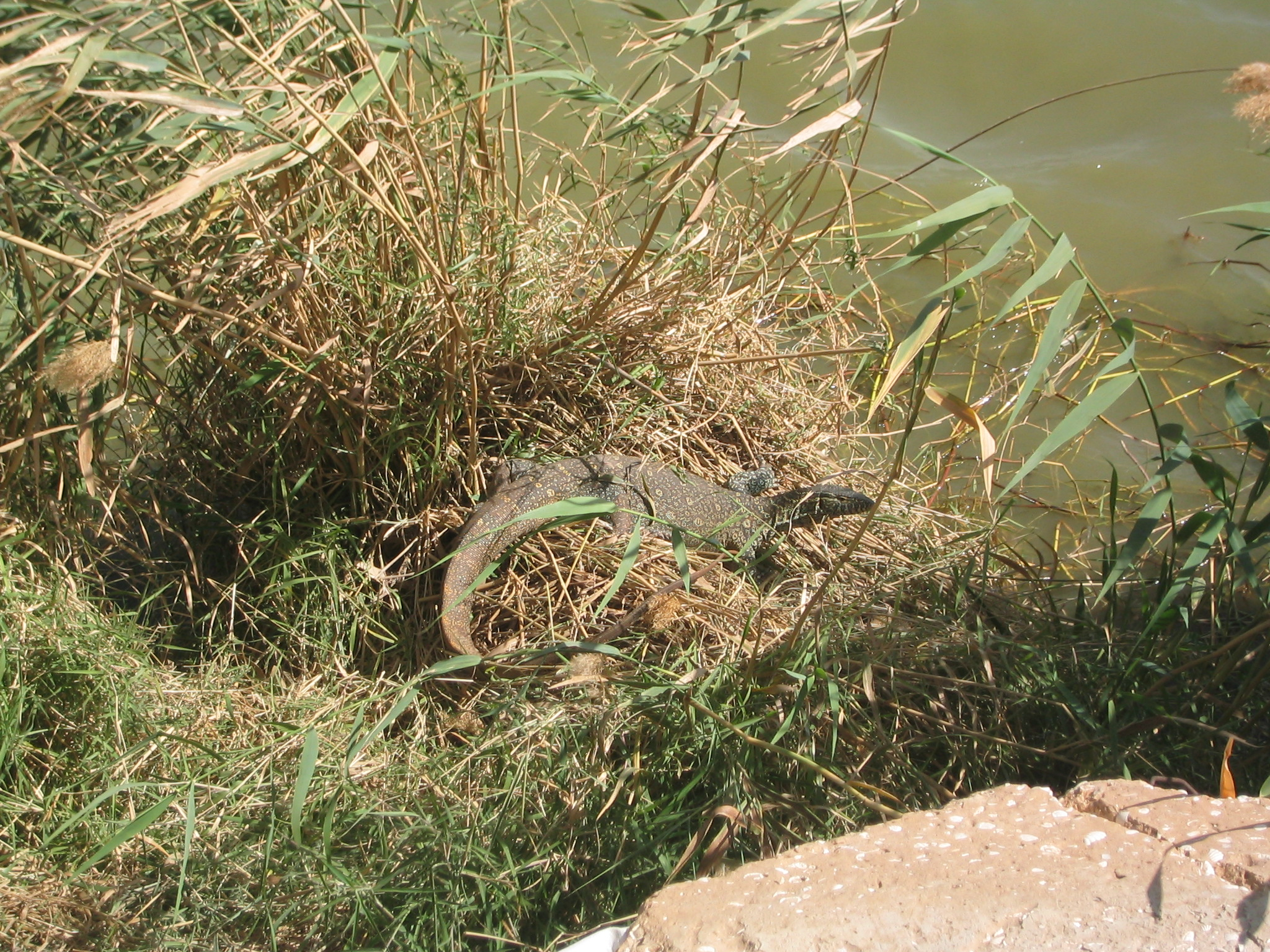
Un varano.

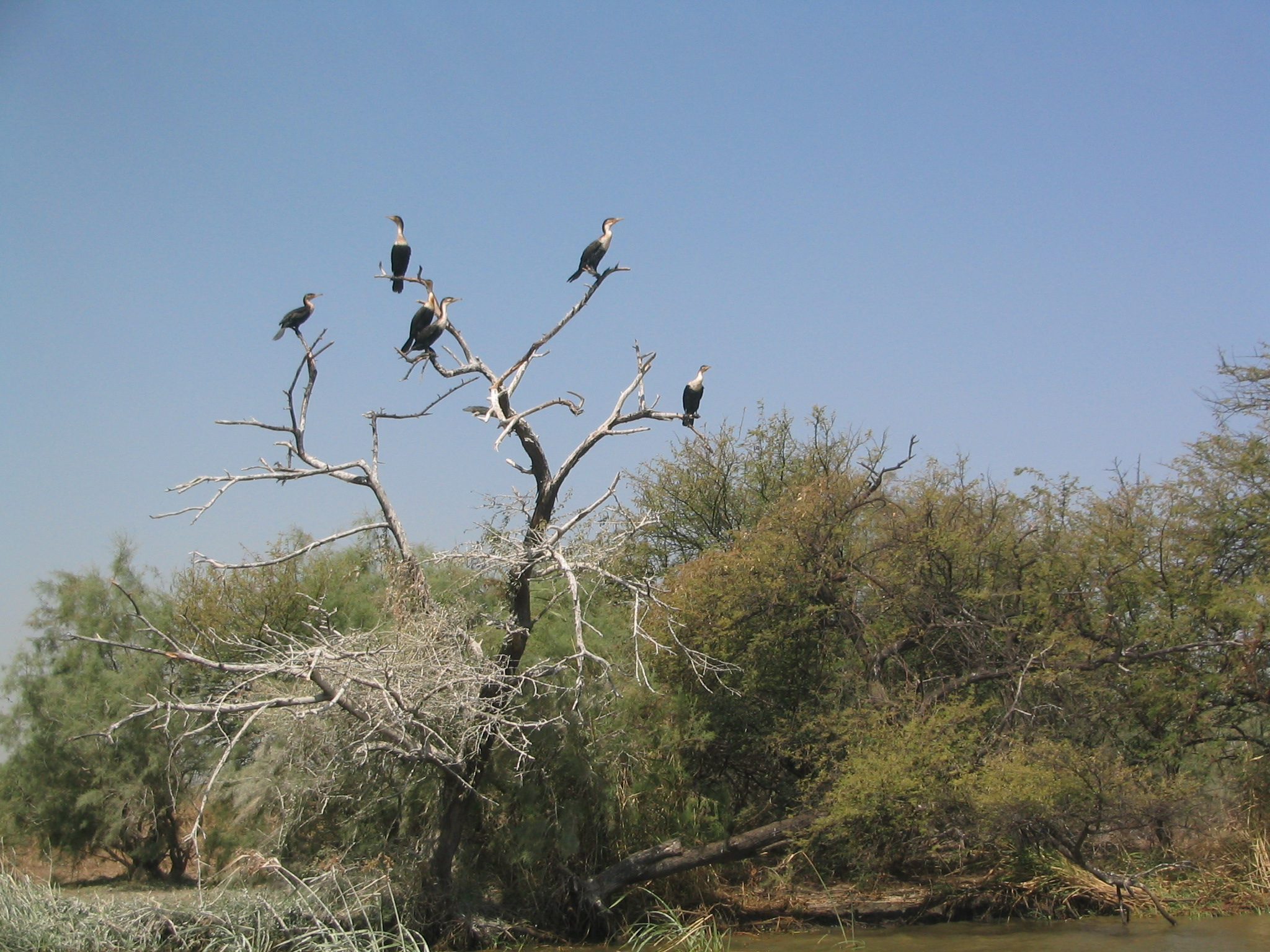
Cormoranes.

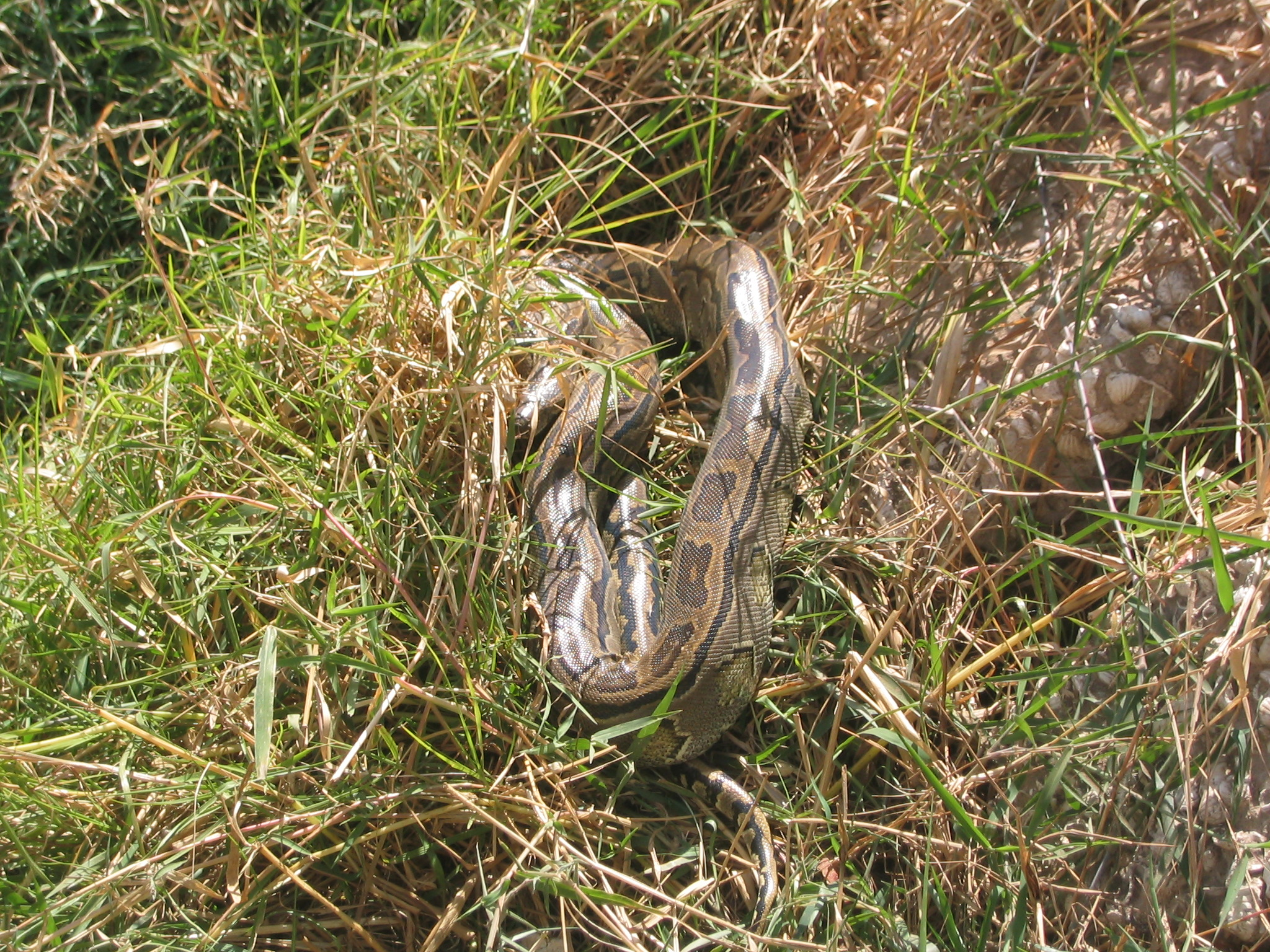
Una pitón.

Se estima que tres millones de aves migratorias pasan por el parque a lo largo del año. Se han catalogado 350 especies, entre las que destacan el flamenco común (Phoenicopterus roseus), el pelícano vulgar (Pelecanus onocrotalus), las garcetas (Egretta), el ganso de espolón (Plectropterus gambensis, la garza real europea (Ardea cinerea) y el águila pescadora (Pandion haliaetus), así como numerosas especies de patos, cormoranes y martines pescadores. Es la principal área de invernada para el carricerín cejudo (Acrocephalus paludicola).
Entre los reptiles abundan los varanos, las pitones y los cocodrilos. Entre los mamíferos, las vacas, el mono patas (Erythrocebus patas) y el facóquero común (Phacochoerus africanus), aunque también se pueden encontrar hienas, gatos salvajes (Felis silvestris), servales (Leptailurus serval) y gacelas dorcas (Gazella dorcas).

## Conservación
Desde la puesta en servicio de la presa de Diama en el río Senegal en 1986, se ha constatado un descenso del nivel del agua, desalinización y enarenamiento del río. Estas modificaciones constituyen una amenaza para la fauna y la flora del parque. En particular han proliferado los carrizos (Phragmites) y las espadañas (Typha).
Aunque no se ha detectado ningún caso de gripe aviaria en Senegal, en 2006 se estableció un dispositivo específico de vigilancia.

## Visitas
El parque está abierto al público desde primeros de noviembre hasta finales de abril. La visita se realiza generalmente en piragua.